# BluePort Jazz
BluePort Jazz is een Amerikaans platenlabel, waarop jazz-platen uitkomen. Het werd in het begin van de jaren negentig opgericht door Jim Merod, die in het dagelijks leven een professor Engels en Amerikaanse literatuur was aan verschillende universiteiten. Ook is hij een geluidstechnicus die heeft gewerkt met onder meer Clark Terry, Ella Fitzgerald, Herbie Hancock en Wynton Marsalis. De meeste platen die op het label uitkomen zijn live-opnames, door Merod zelf opgenomen. Artiesten die op het label uitkwamen zijn onder meer pianist John Hicks, Joe Diorio, Carl Saunders, Joe Wilder met Marshal Royal, Gene Bertoncini en Buster Williams.